# Hauteur (géométrie)
Pour les articles homonymes, voir Hauteur.
En géométrie plane, la hauteur :

Hauteur d'un trapèze.

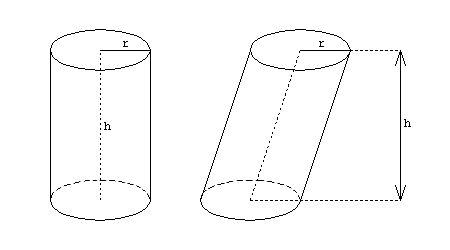
Hauteur d'un cylindre.

Hauteur h d'un triangle

- d'un triangle est la droite passant par un sommet et qui est perpendiculaire au côté opposé.
- d'un parallélogramme ou d'un trapèze est la distance entre deux côtés parallèles.

En géométrie dans l'espace, la hauteur est un segment de droite perpendiculaire qui passe par :
- l'apex d'un solide tels qu'un cône ou une pyramide jusqu'à sa base ;
- les deux bases d'un solide tels qu'un cylindre ou un prisme.